# Kinesisk glasögonfågel
Kinesisk glasögonfågel (Zosterops simplex) är en nyligen urskiljd asiatisk fågelart i familjen glasögonfåglar inom ordningen tättingar. De fem taxon som tillsammans utgör arten kinesisk glasögonfågel behandlades fram tills nyligen som delar av tre andra arter: japansk glasögonfågel (numera sångglasögonfågel), indisk glasögonfågel och engganoglasögonfågel. Arten förekommer i östra och sydöstra Asien, från östra Kina och Taiwan söderut till Sumatra i Indonesien. IUCN kategoriserar den som livskraftig.

## Kännetecken

### Utseende
Kinesisk glasögonfågel är liksom sina släktingar en liten gulgrön fågel med tunn näbb och vit ring runt ögat som gett familjen dess namn. Den adulta fågeln är olivgrön ovan med tydligt gult på pannan och ovanför tygeln. Den vita ringen runt ögat är medelstor och karakteristiskt avbruten av en svart fläck längst fram. Den svarta tygeln fortsätter som ett svart ögonstreck under den vita ögonringen. Undertill är den citrongul på strupen och övre delen av bröstet, medan resten av undersidan är ljusgrå, med ljust citrongula undre stjärttäckare. Ögat är brunt eller gulbrunt, ben och näbb gråa. Könen är lika.

### Läten
Sången (i Taiwan) beskrivs som inte lika behaglig som hos sångglasögonfågeln. Den avges ofta från toppen av ett träd tidigt på morgonen. Från underarten simplex hörs små stötvisa tjirpanden, "tsip-tsip-tsip" eller "jeet, jeet", men även cikadaliknande drillar.

## Utbredning och systematik
Kinesisk glasögonfågel förekommer som namnet avslöjar i Kina, men även längre söderut i Sydostasien. Den delas in i fem underarter med följande utbredning:
- Zosterops simplex simplex – östra Kina, Taiwan och nordostligaste Vietnam; flyttar vintertid till centrala, södra och östra Myanmar, norra och östra Thailand, Indokina, Hainan och Paracelöarna
- Zosterops simplex hainanus – ön Hainan utanför sydöstra Kina
- Zosterops simplex erwini –  kustnära Malackahalvön, låglänta Sumatra, öarna Riau, Bangka och Natuna samt låglänta västra Borneo
- Zosterops simplex williamsoni – Thailandvikens kust och västra Kambodja
- Zosterops simplex salvadorii – Enggano utanför västra Sumatra

Kinesisk glasögonfågel består av populationer som tidigare placerades i helt andra arter. Underarterna simplex och hainanus fördes till japansk glasögonfågel (Z. japonicus, numera sångglasögonfågel), williamsoni och erwini som underarter till indisk glasögonfågel (Z. palpebrosus, erwini som en del av auriventer, nu i malajglasögonfågel) och salvadorii behandlades som den egna arten engganoglasögonfågel (Z. salvadorii). DNA-studier utförda 2018 visar dock att de är nära släkt och tillhör en egen utvecklingslinje.  Följaktligen har den därför erkänts som egen art.

## Levnadssätt
Kinesisk glasögonfågel hittas mestadels i låglänta områden, dock upp till 800 meters höjd i södra Kina och i övervintringsområden i sydöstra Asien till 2590 meter över havet. Den är en allätare som lever av vegetabilier som små knoppar, frön, frukter och nektar, men också insekter.
Arten trivs i löv- eller blandskog, ungskog och odlade miljöer som stadsparker, jordbruksmarker, fruktträdgårdar och lundar. Populationerna i Sydostasien ses mestadels utmed kusten i mangroveskog, på sydvästra delen av Malackahalvön även några mil unåt landet i trädgårdar och gummiplantage. På ön Enggano hittas den i kokospalmodlingar och andra lågt liggande skogsområden.

### Häckning
Häckningssäsongen varierar geografiskt, från mars–april till augusti för nominatformen, december till september i Sydostasien och december till mars på Borneo. I subtropiska delar av utbredningsområdet lägger den troligen två kullar per säsong. Det skålformade boet byggs av honan eller båda könen och hängs i en grenklyka eller mellan två löv, vanligen inte så högt upp. Däri lägger den två till sex, vanligen ljusblå till grönblå ägg som ruvas av båda könen i tio till elva dagar. Efter kläckning matas ungarna av båda könen i ytterligare tio till elva dagar.

## Status och hot
Arten har ett stort utbredningsområde och en stor population, men tros minska i antal, dock inte tillräckligt kraftigt för att den ska betraktas som hotad. Internationella naturvårdsunionen IUCN listar därför arten som livskraftig (LC).